# Cas direct
Ne doit pas être confondu avec Directif.
Pour les articles homonymes, voir direct.
En linguistique, le terme de cas direct (casus rectus en latin) désigne un cas grammatical ayant comme caractéristique de comprendre la forme de citation des mots (ou lemme). Il fonctionne essentiellement en opposition avec la notion de cas oblique. Son application précise varie selon les langues :
- son sens premier, remontant à la grammaire grecque, désigne le nominatif comme forme de citation, en opposition aux autres cas dits obliques ;
- par spécialisation, le terme peut désigner dans une déclinaison à deux cas celui qui s'emploie comme forme de citation, l'autre étant l'oblique ;
- plus récemment, il a été rémployé pour désigner un cas syncrétique couvrant à la fois les fonctions syntaxiques de sujet et d'objet, dans un système comportant par ailleurs un ou plusieurs autres cas obliques.

## Sens historique
Les premiers grammairiens grecs ont nommé πτῶσις « chute » l'ensemble des variations formelles susceptibles d'affecter les mots : le terme s'apparentait donc plus à la notion moderne de flexion. Ce sont les stoïciens qui ont par la suite restreint le terme à son sens actuel de flexion liée à la fonction syntaxique. Le choix de ce terme provient d'une métaphore conceptuelle des variations formelles comme déviation loin d'une position d'équilibre, assimilée à la forme habituelle de citation du mot. Cette position d'équilibre a reçu le nom de πτῶσις ὀρθή ou πτῶσις εὐθεῖα « cas direct » (correspondant au nominatif), les autres formes étant dénommées πτώσις πλάγια « cas oblique »,. Les termes spécifiques aux différents cas obliques n'ont été introduits que plus tard.
Les grammairiens latins ont rendu ces notions dans leur langue par calque lexical : casus, casus rectus, casus obliquus, et ajouté, selon une métaphore semblable, le terme de declinatio, littéralement « inclinaison ».
Dans ce sens, cas direct est un synonyme de nominatif. Le vocatif est aussi généralement considéré comme un cas direct.

## Système à deux cas direct/oblique
L'opposition cas direct/cas oblique est parfois reprise pour nommer les termes d'un systèmes à deux cas, comme la déclinaison à deux cas de l'ancien français et de l'ancien occitan. Toutefois, la tradition grammaticale française préfère généralement pour ces langues les dénominations respectives de cas sujet et de cas régime.

## Cas syncrétique sujet/objet
Plus récemment, le terme de cas direct a été repris pour désigner un cas marquant l'ensemble des actants principaux d'une proposition (sujet d'un verbe intransitif, sujet et objet d'un verbe transitif) par opposition à d'autres cas couvrant les autres fonctions.
En ce sens, le cas direct se distingue des autres cas qui marquent plus spécifiquement les principaux actants :
- le nominatif pour le sujet d'un verbe transitif comme intransitif ;
- l'accusatif pour l'objet d'un verbe transitif ;
- l'absolutif pour le sujet d'un verbe intransitif et l'objet d'un verbe transitif ;
- l'ergatif pour le sujet d'un verbe transitif.

De nombreuses langues indo-iraniennes modernes comportent un système à deux cas dans lequel un cas direct de ce type s'oppose à un unique cas oblique, lequel sert aussi d'ergatif mais seulement à l'aspect accompli. C'est par exemple le cas du kurde kurmandji, du pachto, de l'hindoustani (hindi et ourdou), du marathi et du pendjabi.